# Monte Sacro Alto
Monte Sacro Alto è il ventottesimo quartiere di Roma, indicato con Q. XXVIII. 
Il toponimo indica anche la zona urbanistica 4C del Municipio Roma III di Roma Capitale.
Prende il nome dall'omonimo monte.

## Geografia fisica

### Territorio
Si trova nell'area nord-est della città.
Il quartiere confina:
- a nord con la zona Z. IV Casal Boccone[1]
- a sud con i quartieri Q. XXIX Ponte Mammolo[2] e Q. XXI Pietralata[3]
- a ovest con il quartiere Q. XVI Monte Sacro[4]

## Descrizione
Considerato la naturale estensione del quartiere di Monte Sacro, è più comunemente denominato erroneamente Talenti, dal cognome della famiglia proprietaria della tenuta su cui è sorta la zona abitata. La sua piazza principale è dedicata a Pier Carlo Talenti, scomparso prematuramente nel 1925 per un incidente automobilistico, ingegnere e fratello maggiore di Achille Talenti, noto ingegnere ed imprenditore e titolare delle società S.I.R.A. (società italiana risanamento agrario), A.L.B.A. (anonima laziale bonifiche agrarie) e la Achille Talenti Costruzioni Srl. Achille Talenti fu uno dei più prolifici costruttori del ventesimo secolo in Italia dirigendo la costruzione di Sabaudia, Piazza Augusto Imperatore, l'Anagrafe di Roma in Via Luigi Petroselli, il Quartiere EUR, e la progettazione, costruzione e lo sviluppo urbanistico del Quartiere Talenti.    
La zona è delimitata ai quattro lati da altrettanti assi viari: via Nomentana, via della Bufalotta, via di Settebagni/via di Casal Boccone e quello, mai completato, per salvaguardare il verde, tra via Jacopo Sannazzaro e via della Cecchina.
Negli anni 1950, quando la tenuta era essenzialmente animata da pastori con le loro greggi al pascolo, l'azienda storica agricola e di costruzione della famiglia Talenti si è fusa con l'impresa edile di proprietà dell'Ing. Giuseppe Tudini, dando vita alla nuova "Impresa Tudini & Talenti".
Nei primi anni sessanta l'attività ha ottenuto l'autorizzazione da parte del comune di Roma di poter edificare sui terreni dei Talenti: l'area è stata convertita in un quartiere abitato caratterizzato prevalentemente da palazzi e condomini residenziali di altezza contenuta (4-5 piani di media) rivestiti in cortina e dotati di giardini ai piani terra, destinati alla borghesia medio-alta, quasi a fare da contraltare al "vecchio" Monte Sacro, tradizionalmente popolare.
Le strade sono tutte dedicate a letterati di vario genere vissuti tra l'Ottocento e la prima metà del Novecento.
Fino al 1965, il quartiere era servito da una compagnia privata di trasporto pubblico di proprietà di Achille Talenti chiamata "Sira", i cui biglietti erano venduti a 15 lire l'uno.
Il quartiere è dotato di spazi verdi, residuali dell'Agro romano, tra cui il Parco Talenti, il parco delle Mimose e il parco della Cecchina.
Altre aree di interesse sono via Ugo Ojetti, strada principale del quartiere, con la sua alta concentrazione di attività commerciali, e l'adiacente Largo Pugliese, punto nodale del trasporto pubblico locale. 
Nonostante la presenza degli ex studi cinematografici della Dear (in precedenza Incom), attualmente utilizzati come studi televisivi della Rai che vi registra numerosi show, tra cui il celebre "Domenica in", il quartiere è privo di strutture quali teatri e cinema.
Il quartiere ospita anche l'abitazione in cui Peppino De Filippo ha vissuto gli anni della sua maturità artistica.

## Monumenti e luoghi d'interesse

### Architetture religiose
- Chiesa di Sant'Achille, su via Giovanni Verga.
- Chiesa di San Ponziano, su via Nicola Festa.
- Chiesa di San Giovanni Crisostomo, su via Emilio De Marchi.
- Chiesa di San Mattia, su via Corrado Alvaro.

### Aree naturali
- Parco Talenti
- Parco delle Mimose
- Parco della Cecchina

## Infrastrutture e trasporti
Il nuovo piano regolatore generale comunale di Roma prevede il passaggio della futura linea D nel quartiere con le fermate Talenti, Pugliese ed Ojetti.
La linea collegherà il quartiere con la città storica ed i quartieri Monte Sacro, Salario, Pinciano ed a sud con Trastevere, Ostiense, Portuense, Magliana ( Suburbio Portuense) ,EUR (vera denominazione è quartiere Europa) Ardeatino, Tor Carbone , Appio Pignatelli.